# Patricia Sornosa
Patricia Sornosa (Manises, 1977) es una humorista y dramaturga española. Su humor se caracteriza por su estilo combativo.

## Trayectoria
Sornosa se formó en Magisterio musical.
Completó su formación con cursos de interpretación, guion e improvisación. Comenzó su carrera en el teatro en 2002, cuando tenía veinticinco años, con el grupo de teatro amateur Artal teatre. A partir de 2004, comenzó a escribir y protagonizar obras de humor con dos compañeras, Bárbara Lara y Mónica Zamora, con las que creó un grupo de café teatro con el nombre de Superpuestas.
Entre las obras que realizó en esa etapa destacan "Nos lo montamos solas" y "Esquizoféminas", que fueron finalistas del VI y VII Concurso de Café Teatro Valencia y del VIII Festival de pequeño teatro de Radio City. En 2009 se inició como directora de sus obras, entre ellas "Camarones desesperados", "Réquiem para Damien", "Amortajados" y "Patatas viudas". Además, ha participado con sus monólog[cita requerida]os en el canal de televisión Comedy Central de Paramount Comedy y en el programa Late motiv de Andreu Buenafuente.

## Premios y reconocimientos
- Comadre de Oro 2023, reconocimiento otorgado por La Tertulia Les Comadres.[10]

- Ganadora del primer premio del jurado y premio al mejor guion en el XVI Concurso Circuito Café Teatro Valencia 2017.[11]
- Ganadora del segundo premio del jurado, premio a mejor interpretación y premio del público en el XV Concurso Circuito Café Teatro Valencia 2016.[12]
- Segundo premio de la V edición de los premios Ópera de Comedia en 2016.[13]
- Tercer premio en el II Concurso de monólogos “El monstruo de la comedia” de Leganés en 2015.[14]
- Segundo premio en el IV Concurso de monólogos de La Chocita del Loro en 2015.[12]
- Ganadora del V Certamen Nacional de Monólogos de Tomelloso en 2014.[15]
- Primer premio en el II Festival de teatro amateur “Ciudad de Bétera” en 2011[16] por Camarones desesperados.[3]